# Adria
Adria (Àdria in veneto) è un comune italiano di 18 790 abitanti della provincia di Rovigo in Veneto.

## Storia

### Antichità

#### Villaggio venetico
I primi insediamenti costruiti nella zona sono di origine venetica, tra il XII e il IX secolo a.C., costituiti da case su palafitte nelle zone umide, allora ancora vicine al mare. A quell'epoca il principale corso d'acqua del Po, il canale d'Adria, sfociava in mare in questa zona. La cultura villanoviana, che prende il nome da un sito archeologico presso il villaggio di Villanova, vicino a Bologna (l'etrusca Felsina), fiorì in quest'area dal X fino al VI secolo a.C.

#### Villaggio etrusco
All'inizio del VI secolo a.C. Adria era un insediamento etrusco posto sul fiume Adrias (Atriano in lingua latina), che all'epoca sfociava nel mare e seguiva quello che oggi è il corso del Canal Bianco.
Gli Etruschi costruirono il porto e l'insediamento di Adria dopo che il canale iniziò gradualmente a prosciugarsi. Durante l'ultimo periodo del VI secolo a.C. il porto continuò a prosperare. L'area padana controllata dagli Etruschi era generalmente nota come Etruria padana, in contrapposizione alla loro principale concentrazione lungo la costa tirrenica a sud dell'Arno.
Il nome Adria deriverebbe dall'etrusco atrium, ossia "giorno/luce/est", ad indicare la posizione ad oriente del mare e della città di Adria, abitata dagli Atriates Tusci (etruschi orientali - civiltà post-villanoviana con centro a Felsina), rispetto all'Etruria.
Secondo alcune fonti il nome fu poi utilizzato dai greci per denominare la parte superiore del mare Adriatico Adrias Kolpos (golfo di Adria); il nome venne poi esteso all'intero mare Adriatico 
Altre ricostruzioni fanno risalire l'origine del nome Adriatico alla città di Atri, in provincia di Teramo.

#### La colonia greca: Adrìa

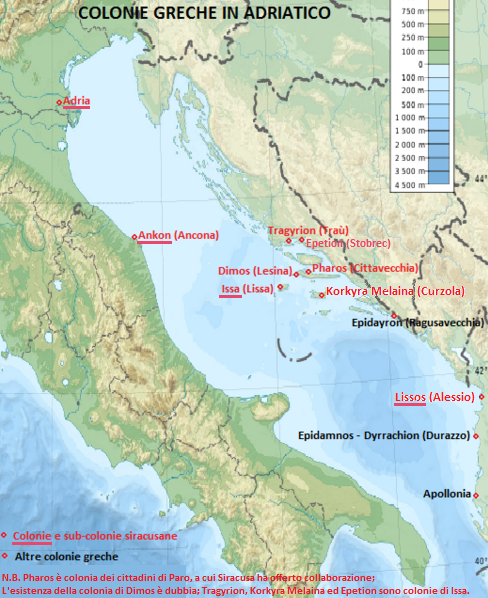
Colonie greche in Adriatico (in rosso quelle siracusane)

Per la sua posizione strategica, Adria venne rifondata dai Sicelioti (Greci di Sicilia) con il nome di "Adrìa" (Αδρὶα) nel 385 a.C. come colonia della potente Siracusa, nel quadro dell'espansione commerciale in Adriatico promossa dal re siceliota Dionisio I. Insieme ad Adria vennero fondate Ankón (l'attuale Ancona), Issa (l'attuale Lissa) e Lissos (l'attuale Alessio).
Adria era allora terminale di importanti vie carovaniere che scendevano dal Baltico, attraverso il Brennero, e dal Mar Nero attraverso il Danubio e la Drava, mettendo in comunicazione commerciale l'area mediterranea con tali regioni e permettendo gli scambi di ambra, stagno e argento. Un canale artificiale (la Filistina) collegava già allora Adria con la serie di lagune presenti anticamente lungo tutta la costa settentrionale, dalle foci del Po fino a Grado, e da lì permetteva di risalire tramite protetta navigazione endo-lagunare fino alle risorgive del Timavo (caput Adriae). In tal modo Adria era terminale commerciale tra l'Europa centrale e il Mediterraneo, incluso l'oriente ellenistico e Alessandria d'Egitto; di tali relazioni commerciali permangono resti di ceramiche e vetri lavorati.

#### Occupazione gallica
Dal III secolo a.C. Adria fu occupata dai Galli, come testimoniato dalle tombe a inumazione galliche. Inglobata nell'Impero romano, nei secoli successivi Adria andò perdendo importanza, per via dell'interramento del porto, e dell'allontanamento dal mare. Già nel I secolo d.C. era necessario percorrere un canale artificiale per raggiungerla. Dal V secolo Adria fu sede di giurisdizione ecclesiastica.
Il progressivo interramento del delta del Po dalla Rotta di Sermide (VIII secolo a.C.), che modificò il corso del Po che allora arrivava fino all'attuale Ficarolo e poi piegava verso sud, allontanò la città dal mare rendendo sempre più problematica la prosecuzione dell'attività portuale.

### Medioevo e periodo veneziano
Al passaggio delle invasioni barbariche, il porto di Adria aveva già perso la gran parte della sua importanza, ma assunse il nuovo ruolo di importante bastione militare, difeso dalla laguna e dai fiumi Adige e Po, all'interno dei territori amministrati dalla Chiesa di Roma. Il definitivo declino del porto di Adria avvenne in seguito alla rotta della Cucca del 589, che sconvolse l'intera idrografia del territorio circostante, isolando Adria tra paludi malsane. Anche la trama delle strade romane si andò presto perdendo; l'unica a sopravvivere fu la via Popilia, presto ribattezzata Romea in quanto percorsa dai pellegrini diretti a Roma.
Tra il VII e l'VIII secolo Adria divenne un feudo vescovile indipendente da quello di Ravenna, ma l'autorità del vescovo fu lentamente soppiantata da quella del Comune, che mantenne l'autonomia locale fino a circa il 1250, quando la signoria degli Este pose ad Adria un proprio rappresentante ("giudice" e poi "visconte"). La visconteria di Adria rimase indipendente rispetto all'espansione dello stato da tera veneziano, fino ad entrare sotto il controllo di Venezia all'inizio del XVI secolo, quando Adria era ormai un piccolo villaggio in mezzo a una palude malarica.  Nel 1482, in occasione della guerra di Ferrara, Adria fu attaccata dalla flotta schierata sul Po dai veneziani, che saccheggiarono la città.
Quando nel XVII secolo iniziò l'opera di bonifica della valle polesana da parte dei veneziani, incluso il taglio di Porto Viro, Adria cominciò ad assumere nuovamente importanza.

### Periodo napoleonico
L'invasione di Napoleone Bonaparte del 1796 portò tra l'altro Adria a far parte del Distretto di Padova. Il 13 maggio 1797 il generale Giambattista Rusca, designato al comando del territorio polesano e adriese, si impadroniva con la forza del potere municipale; veniva istituita una guardia civica ed eletta una nuova municipalità, tra i cui membri spiccava anche la figura di Carlo Bocchi. Gli adriesi restarono comunque ostili alle idee rivoluzionarie, per timore delle principali famiglie cittadine di perder quei titoli nobiliari recentemente ottenuti da Venezia. Gli stessi accolsero invece con favore l'assegnazione di Adria all'Impero austriaco con il trattato di Campoformio del 1797. Con un decreto del 27 febbraio 1798 gli austriaci restituirono i diritti in precedenza avuti dalla Serenissima e istituirono la Provincia di Adria, indipendente da Padova.
Dopo la vittoria di Marengo del 14 giugno 1800 i francesi tornarono nel Polesine. La città fu inclusa nel governo provvisorio e poi nella Repubblica Cisalpina, quindi della Repubblica Italiana (1802-1805), trasformata nel 1805 in Regno d'Italia, amministrativamente incorporata come vice-prefettura nel Dipartimento dell'Adriatico con capoluogo Venezia.
Nel 1809 anche Adria partecipò agli atti di brigantaggio contro i francesi che scoppiarono in tutto il Veneto. La rivolta fu capeggiata dal sacerdote Carolo Giocoli, con base a Bellombra. Nella notte tra l'8 e il 9 luglio numerosi rivoltosi aprirono le carceri, si impadronirono delle armi della guardia nazionale e operarono incendi e saccheggi. La repressione francese non si fece attendere, coinvolgendo anche molti innocenti, vittime di odii privati. Giocoli, catturato presso Ferrara, venne condannato ai ferri a vita.
Il periodo napoleonico introdusse anche ad Adria importanti e positive novità: scuole popolari pubbliche e gratuite, soppressione di istituzioni confessionali pagate dal bilancio pubblico, emanazione di provvedimenti umanitari e igienici, introduzione del nuovo codice civile.

### Periodo austriaco
Sconfitto Napoleone, in conseguenza della restaurazione operata dal Congresso di Vienna, Adria dal 1815 fu inclusa nel Regno Lombardo-Veneto, sotto la Prefettura di Rovigo. Gli austriaci, pur non essendo sempre benvoluti dagli adriesi, migliorarono notevolmente le infrastrutture, lo sviluppo e la qualità della città, ma spesso sostituirono nelle posizioni gestionali di importanza gli italiani con amministratori austriaci. Durante il periodo austriaco vengono eliminate pressoché completamente le abitazioni in canna (erano ancora 200 nel 1817), chiusi alcuni fossati urbani, consolidati i ponti interni, migliorate le comunicazioni stradali. Vengono inoltre aperti il teatro (1816), l'ospedale (1844), la casa di riposo (1852), e il ginnasio vescovile.
Un'identità polesana si sviluppò in questo estremo lembo sud-orientale dell'impero austriaco, manifestandosi nel desiderio di riunificazione al resto dei territori italiani. Nel gennaio 1819 venne scoperto a Fratta un covo di carbonari, cui partecipavano anche alcuni adriesi.
Tutto rimase comunque tranquillo fino al 1848, quando alla rivolta anti-austriaca seguirono alcuni mesi di autonomia amministrativa, fino al 26 maggio, sotto la guida di un Comitato distrettuale composto da un presidente e da una giunta. Al termine della prima guerra d'indipendenza la repressione austriaca si fece sentire in tutto il Polesine con processi e condanne politiche. Anche ad Adria le tendenze politiche del periodo si distinguevano tra il movimento mazziniano, rivoluzionario e repubblicano, e quello cavouriano, che disapprovava i mezzi rivoluzionari facendo affidamento sulle arti della diplomazia. Vari cittadini adriesi attraversarono il Po per unirsi all'esercito piemontese e alla spedizione dei Mille di Giuseppe Garibaldi (furono tre gli adriesi tra i Mille). All'indomani dell'annessione del Veneto all'Italia nel 1866 questi assumeranno importanti cariche cittadine.

### Periodo italiano
A partire dal Risorgimento, la popolazione di Adria aumenta progressivamente fino agli oltre 34 000  abitanti del 1951, anche per via dell'annessione di comuni circonvicini già autonomi negli anni '20 (Bottrighe e Ca' Emo).
Negli anni della seconda guerra mondiale, tra il 1940 e il 1943, Adria è uno dei comuni del Veneto adibiti dalle autorità fasciste a luogo di internamento civile. Vi sono confinati anche 17 profughi ebrei stranieri, giunti in Italia dalla Slovenia. A due di essi sarà concesso permesso di emigrazione dall'Italia nel marzo 1942. Gli altri resteranno a Adria fino all'estate del 1943 per disperdersi quindi dopo l'8 settembre per sfuggire alle deportazioni, trovando rifugio in Svizzera o nei territori già liberati dell'Italia meridionale o sopravvivendo in clandestinità.
 Solo uno degli ex-internati ad Adria, risulta incluso negli elenchi dei deportati; arrestato a Fiume nel novembre 1943, muore ad Auschwitz.
Nel novembre 1951 Adria rimase sommersa dalla tracimazione del Po e molte famiglie persero tutto.
Successivamente parte della popolazione si spostò verso le zone più interne del Polesine non colpite dall'alluvione, oppure emigrò nei distretti industriali della Lombardia e del Piemonte. Numerosi adriesi si trasferirono all'estero, anche in Paesi lontani come il Canada e l'Australia.

### Simboli
Lo stemma è stato riconosciuto con decreto del capo del governo del 22 maggio 1931.
Il gonfalone, concesso con regio decreto del 28 agosto 1930, è un drappo di azzurro.

## Monumenti e luoghi d'interesse

### Architetture religiose

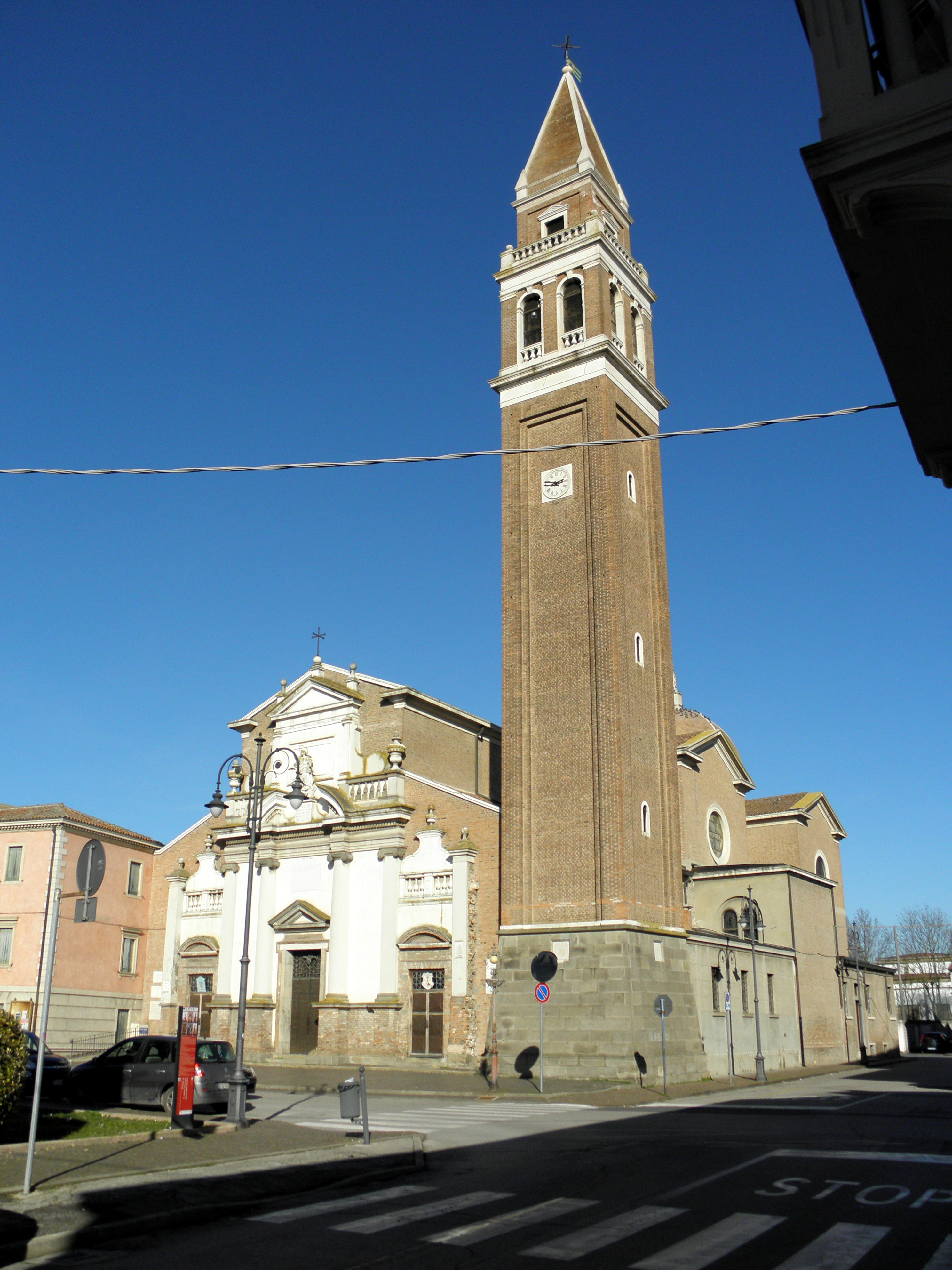
La facciata e il campanile della Chiesa di Santa Maria Assunta della Tomba.

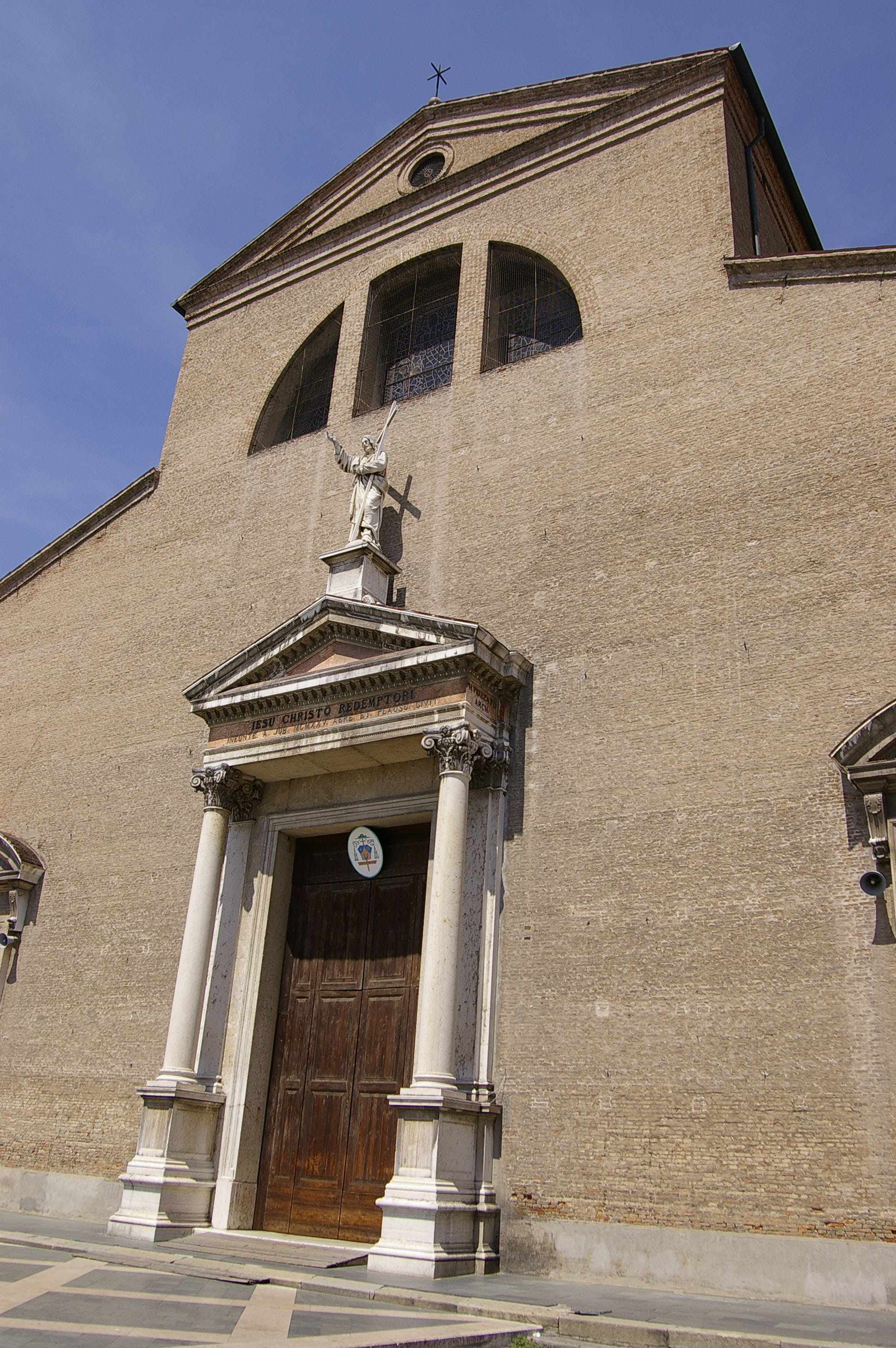
Facciata della Cattedrale Nuova dei Santi Pietro e Paolo. Particolare dell'intervento in marmo, unico elemento di rivestimento della facciata.

- Cattedrale dei Santi Pietro e Paolo. L'edificio sacro è da sempre sede della cattedra della diocesi di Adria-Rovigo. Tuttavia il vescovo risiede a Rovigo, dove si trova la concattedrale di Santo Stefano.
- Basilica di Santa Maria Assunta. Anche nota come chiesa di Santa Maria Assunta della Tomba, venne modificata più volte nel tempo fino ad assumere l'aspetto recente nel 1718 e il cui nome sembra provenire dalla vicinanza di una tomba romana e citata in antichi documenti ritrovati con ad tumbam (latino vicino alla tomba). La tradizione popolare vuole che il vecchio campanile, abbattuto nel 1928 per far posto a quello odierno, sorgesse su un faro di segnalazione dell'antico porto romano, deducibile dalla presenza della lapide risalente al III secolo murata sullo zoccolo. La lapide reca la seguente iscrizione: Columna haec magna ex parte calce illita rudus anguli nord-ovest est antiqui romani hadriatici phari vulgo de tumba - 1647 (Questa colonna, per buona parte ricoperta da intonaco, è il rudere dell'angolo nord-ovest dell'antico faro romano dell'adriatico, comunemente detto 'della Tomba'). All'interno è conservata una fonte battesimale di forma ottagonale, risalente al VII o VIII secolo, sulla quale è inciso il nome del 3º vescovo, vescovo Bono, il terzo della diocesi di Adria. Oltre a dipinti del XV e XVI secolo, nella cappella è presente un altorilievo in terracotta raffigurante una Dormitio Virginis e attribuito a Michele da Firenze. Ha la dignità di basilica minore.[17]
- Cattedrale Vecchia di San Giovanni. Risale all'XI secolo circa e si eleva a sinistra dell'edificio della nuova cattedrale. Il suo orientamento con abside ad ovest, risulta capovolto rispetto all'originale, in seguito alla costruzione al suo ridosso dell'edificio della Cattedrale nuova, dalla cui navata sinistra vi si accede. Sul lato sud si apre verso Piazzetta Campanile, mentre sulla zona retrostante fu edificata negli anni 30 circa una pregevole e suggestiva riproduzione della Grotta di Lourdes. All'interno della vecchia cattedrale si ritrova un bassorilievo in gesso riproducente il battesimo di Gesù e i medaglioni degli evangelisti, tutti realizzati dal bolognese Gaetano Samoggia.[18] Interessante è la cronotassi dei Vescovi di Adria, con i rispettivi stemmi, disposti lungo il perimetro interno delle mura laterali. Sotto la cattedrale Vecchia di San Giovanni, l'alto Medioevo ha lasciato un significativo segno della presenza cristiana in città, con i resti ancora visibili di ad una cripta di forma semicircolare, per alcuni risalente al V-VI secolo, con affreschi pittorici di chiaro stile bizantino, che rappresentano gli apostoli. L'area circostante nasconde probabilmente tracce del passato paleocristiano la l'indagine non risulta agevole per i numerosi edifici costruiti in zona.
- Chiesa di San Nicola da Tolentino e Monumento ai caduti.
- Chiesa della Beata Maria Vergine del Monte Carmelo, parrocchiale nella frazione di Ca' Emo

### Architetture civili
- Villa Brusemini-Colognesi-Marotto
- Villa Emo, Cavallari
- Villa Grassi, Baroni, nella frazione Baricetta
- Villa Tretti
- Villa Papadopoli, in località Smergoncino
- Villa Mecenati (sede del Conservatorio "A. Buzzolla")
- Palazzo Bocchi (sede della Fondazione Scolastica "Dr. Nob. Carlo Bocchi")
- Palazzo Casellati
- Palazzo del Vescovado
- Palazzo Priotto (Marchesi)
- Palazzo Municipale, costituito dall'accorpamento dei secenteschi Palazzo Tassoni e Palazzo Labia.[19]

#### Teatri

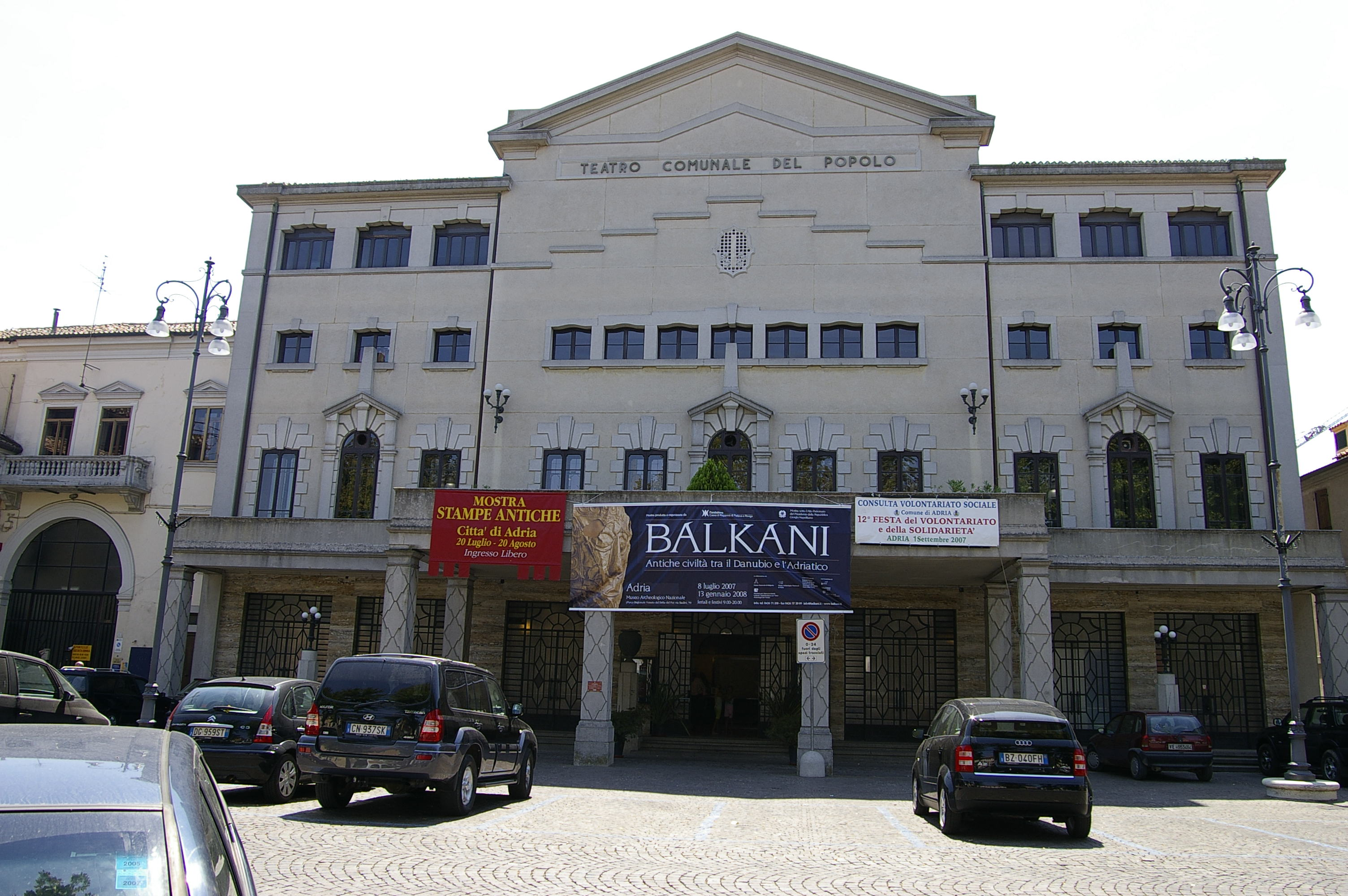
Facciata del Teatro Comunale del Popolo di Adria

- Teatro Politeama (inaugurato nel 1878 e distrutto da un incendio nel 1921). Tra i Direttori d'orchestra più celebri dell'800 che hanno diretto al Politeama di Adria, si annovera il M° Antonino Palminteri, presente sul podio nella stagione teatrale agosto-settembre del 1908, portando in scena Opere quali: I puritani di Vincenzo Bellini e Il trovatore, di Giuseppe Verdi. Gli esiti delle rappresentazioni furono eccellenti e apprezzatissimi.[20] L'attuale Politeama, in ordine cronologico è il dodicesimo Teatro adriese, essendo stato preceduto dal Teatro Santo Stefano (1803 - 1808), dal Teatro Nuovo - poi Teatro della Società, poi Teatro Fidora, poi Teatro Orfeo – (1813 - 1919), dall'Arena Zen (1855 - 1889, usata solo nei mesi estivi), dal Politeama (1878 - 1921), dal Teatro San Nicola (1880 - 1889), dal Teatro Massimo (1913 - 1922 solo come cinematografo, dal 1922 al 1930 come teatro per sostituire il Politeama distrutto da un incendio nell'ottobre del 1921, poi dal 1931 al 1993 ancora come cinematografo), dal Teatro Ferrini (1920 – 1960, 1999 - in attività), dal Teatro Sociale (1922 – 1929), dal Teatro estivo "Francesco Zagato" (1924 – 1932), dal Salone Marchi (1925 – primi anni '30, proseguendo poi fino al 1988 come Cinema Roma) e dal Teatro San Francesco (1926 – 1963). Inaugurato il 25 dicembre 1930, il Politeama, ubicato al n. 211 del Corso Vittorio Emanuele II°, è stato utilizzato fino al 1984 per i più diversi generi di spettacolo: rappresentazioni di melodrammi, di operette, di prosa, concerti, spettacoli di varietà, incontri di pugilato e come cinematografo. L'originaria struttura interna era costituita dalla sala con platea e loggia su tre lati, con una capacità di 700 posti, ridimensionati a 260 dopo il restauro al quale fu sottoposto negli anni '90. Riaperto nel 1997, è attualmente chiuso.
- L'impresario edile adriese Francesco Zagato acquistò allora l'area prospiciente Piazza Cavour, già occupata dall'Arena Zen, e commissionò all'Architetto adriese Gianbattista Scarpari il progetto per un teatro capace di soddisfare qualsiasi esigenza di repertorio. Scarpari progettò un teatro con sei ordini di palchi e due gallerie, con una capienza di più di 4 000 spettatori, e ai primi di marzo del 1923 ne veniva iniziata la costruzione, partendo dal blocco costituito dal palcoscenico e dal boccascena. Nell'ottobre seguente la copertura del palcoscenico era ultimata, e così pure i camerini. Con il nome di "Teatro estivo Zagato", la struttura, costituita dal palcoscenico in muratura con platea a cielo aperto su pianta rettangolare, con una capienza di 2 000 posti, venne inaugurata il 16 luglio 1924 dalla Compagnia di Prosa di Amedeo Chiantoni con Mister Wu di H. M. Vernon e Harold Howen. La crisi economica degli anni '26 e '27 aveva privato però Zagato dei mezzi necessari per terminare la costruzione del teatro. Si formò allora un comitato, presieduto da Ferrante Mecenati, che commissionò all'architetto Scarpari un nuovo progetto, più ridotto rispetto al precedente, e il preventivo di spesa per il completamento dell’edificio. Il nuovo progetto, con platea su pianta circolare con un ordine di palchi, due gallerie e un loggione su pianta ellittica, aveva inizialmente una capienza di 1 608 posti, ridotti poi a 802 (1 000 con il loggione dopo la ristrutturazione) dopo i lavori di restauro e di adeguamento alle nuove norme di sicurezza effettuati negli anni '90. Il 28 settembre del '32, l'imprenditore adriese Enrico Barbuiani, vincitore dell'asta per l'appalto dei lavori, dava subito inizio alla costruzione, utilizzando il palcoscenico e il boccascena già esistenti. Nel maggio del 1935 un Comitato Artistico, presieduto da Mecenati, contattava il Maestro Tullio Serafin, il quale accettava di dirigere le prime due rappresentazioni, il 24 e il 26 settembre, del Mefistofele inaugurale del "Teatro Comunale" del Popolo (già del "Littorio").

### Altri monumenti
- Lapide in onore di Giuseppe Garibaldi nella frazione di Canareggio (1883)[21]
- Lapide in onore di Alberto Mario, opera di Natale Sanavio (1887)[22]
- Lapide in onore di Felice Cavallotti, su disegno di Antonio Viaro (1911)[23]
- Monumento ai Caduti, opera dello scultore pontecchiese Guido Cremesini (1957)[24]

### Altro

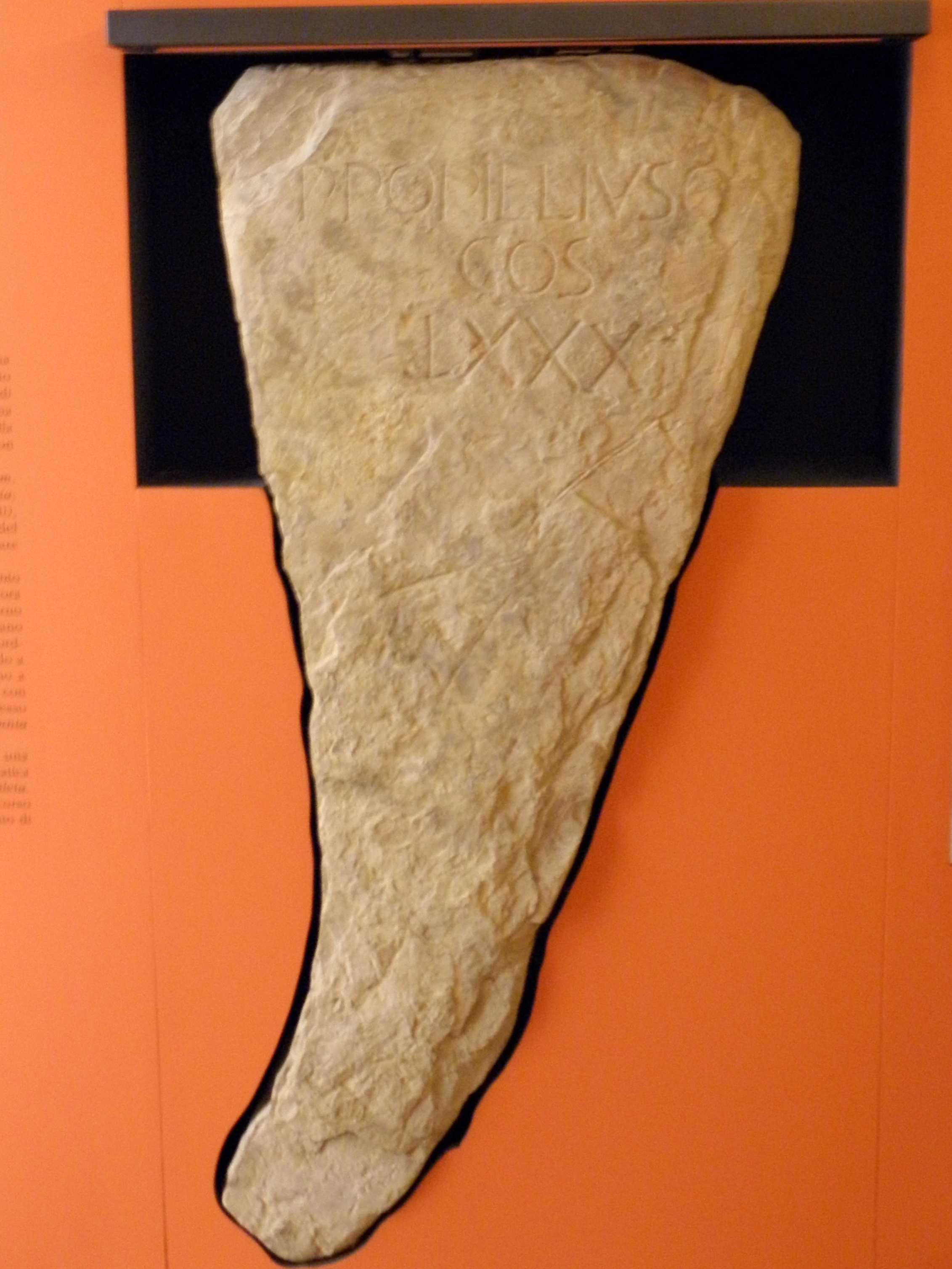
La pietra miliare conservata nel Museo archeologico nazionale di Adria.

- Pietra miliare romana riferita alla Via Popilia-Annia fatta realizzare dal console Publius Poppilius Laenas nel 132 a.C., rinvenuta nei pressi della Chiesa di Santa Maria Assunta della Tomba e attualmente conservata nella struttura del Museo archeologico nazionale di Adria.

## Società

### Evoluzione demografica
Abitanti censiti

Adria è il secondo comune più popolato della provincia. Come si può notare dal grafico, la città contava sino al 1951 oltre 34 000 abitanti, poi, dopo l'alluvione nel novembre di quell'anno, parte della popolazione si spostò verso le zone più interne del Polesine non colpite dall'alluvione, oppure emigrò prevalentemente nei distretti industriali della Lombardia e del Piemonte. Numerosi furono anche gli adriesi che scelsero Paesi stranieri, come il Canada e l'Australia.

### Etnie e minoranze straniere
Al 31 dicembre 2022 la popolazione straniera era di 1 427 persone, pari al 7,75 % dei residenti.

## Cultura

### Istruzione

#### Scuole
- Conservatorio Statale di Musica "Antonio Buzzolla": tra le istituzioni culturali ricopre un ruolo eminente. È stato diretto ed ha formato illustri musicisti, e promuove con buoni esiti numerose iniziative, anche in collaborazione con altre istituzioni culturali, italiane ed estere. Originariamente era collocato presso un edificio donato al Comune dalla famiglia Goffrè, attualmente destinato a Biblioteca Comunale; poi, dal 1977 ad oggi, ha sede in Villa Mecenati, di proprietà dell'omonima Fondazione assieme ad altri beni lasciati alla città di Adria, per lo studio e la valorizzazione delle arti musicali.
- I numerosi istituti scolastici presenti, inoltre, conferiscono alla città un ruolo di riferimento per gli studenti del medio e basso Polesine.

### Università
Adria è una delle sedi del corso di laurea in scienze infermieristiche dell'Università di Ferrara, attivato a partire dal A.A. 2021/2022 di concerto con l'Azienda ULSS 5 "Polesana".

### Musei, Biblioteche e Archivi
- Museo archeologico nazionale di Adria: il nucleo originario di quanto attualmente esposto nel Museo di Adria, proviene dal reperti collezionati negli anni da alcuni membri della famiglia Bocchi, a partire a fine 700, e in particolare da Francesco Girolamo Bocchi. Sono attualmente conservati importanti reperti di epoca etrusca, greca e romana, testimonianza del fiorente commercio portuale che aveva la città situata sul mare e nelle vicinanze di uno dei principali rami del Po. Da segnalare la presenza di numerosi oggetti di vetro provenienti sia dai vicini insediamenti che di importazione orientale, e di particolare interesse risultano i resti di una biga in legno, con cerchi delle ruote in ferro, ritrovata insieme agli scheletri di tre cavalli nella tomba di un guerriero celtico del IV secolo a.C. Il Museo ospita una sezione dedicata ai reperti di epoca etrusca e romana rinvenuti nella località San Basilio in Comune di Ariano nel Polesine. Il Museo Nazionale di Adria è sede di esposizioni e convegni di rilevanza internazionale.
- Museo della cattedrale di Adria: realizzato con il contributo determinante della Fondazione Cariparo, è qualcosa di più di una semplice rassegna di oggetti perché intende tracciare il percorso millenario della chiesa madre di Adria e quindi della Diocesi. Inaugurato il 3 ottobre 2015 esso richiama un buon numero di visitatori provenienti da varie parti della provincia e dalle province limitrofe. Il percorso museale inizia dalla Cattedrale più antica: la piccola abside impropriamente denominata "cripta". Da questo suggestivo spazio sotterraneo si passa alla saletta che introduce al Museo.
- Septem Mària Museum: inaugurato il 21 novembre 1998, si trova in un edificio di grande dignità architettonica, considerato uno degli esempi più significativi dello stile neoclassico in Polesine. Fu progettato nel 1853 dall'ing. Cesare De Lotto di Cavarzere e modificato in sede esecutiva su parere dei Proff. Turazza e Biasia dell'Università di Padova con esecutivo della ditta Schlegel e C. di Milano. Serviva per il "prosciugamento del consorzio Campagna Vecchia Inferiore a mezzo di ruote idrofore mosse da macchine a vapore". Alla chiusura dell'idrovora, avvenuta nel 1992, è seguito un inevitabile degrado finché nel 1997 il dott. Giuseppe Marangoni, direttore della cooperativa Turismo & Cultura, propose al Consorzio di Bonifica Polesine Adige - Canalbianco la riutilizzazione dell'edificio trasformandolo in un centro polivalente ospitante oltre al Museo, un laboratorio per ricerche di ingegneria naturalistica, un centro convegni, un ufficio informazioni turistiche e un ostello per accogliere i visitatori della città di Adria e del Parco Naturale del Delta Del Po.
- Sala Risorgimentale: ospitata nel Palazzo Cordella, è stata allestita con le varie testimonianze del periodo risorgimentale appartenenti all'Amministrazione Comunale, raggruppate per lo più in alcune bacheche tematiche. Il gruppo principale della collezione apparteneva all'Associazione Volontari 1848-49 di Adria, che aveva costituito un piccolo museo di cimeli risorgimentali, compresi alcuni pezzi appartenenti a Ciceruacchio e compagni fucilati nel 1849 a Porto Tolle, che vennero donati dal comitato, che nel 1879 recuperò le ossa dei patrioti, quale segno di riconoscimento per aver organizzato la cerimonia. Altri cimeli del gruppo guidato da Ciceruacchio (bretelle, tabacchiera in radica, frammenti di tessuto, ecc.) furono donati all'Associazione Veterani da coloro che avevano acquistato gli effetti personali dei fucilati direttamente dai soldati austriaci, piccoli frammenti, ma che vennero trattati come vere e proprie reliquie.
- Museo delle Arti e dei Mestieri: Oltre al materiale raccolto dal proprietario Francesco Bisco e dal Centro Etnografico Adriese (in cui è confluita anche una piccola raccolta della Pro Loco di Adria), la collezione accoglie materiali donati da numerosi privati. Nel museo si possono trovare materiali impiegati non solo dalla civiltà contadina, ma anche da moltissimi altri "mestieri", come l'arrotino, il calzolaio, il sarto il barbiere, ecc.
- Museo d'Arte Adria e Delta (MAAD): il Museo è dotato di diversi dispositivi multimediali (computer, proiettori, tablet, schermi touch screen) con la possibilità di offrire al visitatore l'accesso a dati inerenti sia a mostra in atto, sia le mostre realizzate, ma anche a beni culturali presenti in Città e nel territorio. Sono state infatti già raccolte e inserite nelle strumentazioni informatiche del MAAD, le copie digitali di tutti i quadri, sia storico-artistici sia moderni di proprietà dell'Amministrazione Comunale, e inoltre si sta procedendo alla catalogazione e all'inserimento di altri dati sui beni culturali della Città. Il MAAD ospita regolarmente importanti mostra di Arte Moderna e Contemporanea con opere di artisti internazionali di grande fama e ampiamente storicizzati quali: Fabrizio Plessi, Gino De Dominicis, Yōko Ono, Gilbert & George, Joseph Beuys, Stefano Cagol, Jiří Kolář, Sol LeWitt, Hermann Nitsch, Luigi Ontani. Il MAAD è gestito attualmente dall'Associazione "Adria Cultura", costituita allo scopo nel 2013 composta da tre rappresentanti della Fondazione Bocchi e da tre del Comune, con una presidenza alternata ogni due anni.
- Fondazione Scolastica Carlo Bocchi: la Fondazione possiede una preziosa raccolta di stampe: si deve direttamente a Carlo Bocchi (1752-1838), uomo politico e benefattore, protagonista della vita pubblica della città di Adria, ma anche personalità erudita, e alla sua passione per questo genere di arte la raccolta di incisioni effettuata alla fine del 1700 e agli inizi del 1800, e collocata in due stanze del suo palazzo. Il Bocchi le ha lasciate in eredità nel 1836, insieme a tutto il suo considerevole patrimonio di case e terreni, al Comune di Adria, con l'obbligo di esporle nel Ginnasio che col suo lascito doveva essere istituito, come avvenne nel 1841. Le stampe sono state conservate in modo improprio per lunghi periodi, subendo danneggiamenti e perdite, sono però state fatte oggetto di attenzione da parte della Sopraitendenza all'Arte Medievale e Moderna di Venezia già nel 1925. Negli anni '90 del secolo scorso le stampe sono state rivalutate, attraverso il loro restauro nel 1992, l'incorniciatura nel 1998 e la loro collocazione nella Sala Carlo Bocchi, dove si trovano attualmente. Le stampe della Collezione "Carlo Bocchi" di Adria rappresentano un itinerario articolato della storia dell'incisione, ripercorrendo alcune delle sue tappe principali dal Rinascimento in avanti e presentando opere di artisti europei di varie nazionalità: italiani, francesi, tedeschi, inglesi, fiamminghi. Esse sono un'eredità culturale preziosa. La Collezione Carlo Bocchi, proprio per la sua eterogeneità, ospita fogli di artisti che hanno segnato la storia dell'incisione lungo i secoli: da un maestro come Albrecht Dürer ai celebri bulini dei Sadeler, famiglia di incisori del XVI secolo, dai secenteschi Salvator Rosa e Jacques Callot ai protagonisti del secolo dei Lumi, Jackson, Leonardis e Bartolozzi. In questa significativa galleria di disegni e immagini, uno spazio significativo è infine riservato all'incisione di "traduzione che riprende le opere di grandi della pittura come Raffaello, Michelangelo, Guercino e Tiziano.
- Biblioteca Comunale: la biblioteca comunale di Adria possiede un patrimonio di circa 35.000 volumi con pubblicazioni relative ad Adria e al Polesine, e della Mia's Library (sezione di libri in lingua originale, per lo più inglese). Nel 2011 è iniziata anche la raccolta di audiolibri, al momento composta da circa un centinaio di pezzi. È inoltre stata completata la catalogazione della donazione "Luciano Sandro Ferrarese", costituita da ca. 900 volumi relativi alla storia, soprattutto militare, della Prima e Seconda Guerra mondiale. Il fondo antico, comprendente anche incunaboli e cinquecentine e costituito da circa 6 000 volumi è consultabile per motivi di studio con apposita richiesta.
- Biblioteca dei ragazzi: la Biblioteca mette a disposizione dei giovani utenti un patrimonio di circa 6 000 libri comprendente opere di narrativa e testi per ricerche, quasi interamente inseriti nel Catalogo collettivo del Sistema Bibliotecario provinciale. Molto fornita è la sezione Pop-up, i cui volumi sono disponibili per la consultazione in sede ma non per il prestito a domicilio. Per quanto riguarda la narrativa, la Biblioteca dei Ragazzi fornisce opere scritte dai più famosi autori italiani, classici e moderni (da Rodari a Pirandello, da Piumini a Quarzo, da Costa a Gnone, da Troisi a Tamaro, ...), e stranieri (Grossman, Dahl, Allende, ...). La sezione "Shoah" raccoglie opere di autori di pregio sul tema dell'Olocausto; molto apprezzate sono anche le sezioni Mondo, con storie in lingua originale affiancate dalla traduzione in italiano, e la "Mia's Library" che vede edizioni in lingua inglese, sia in versione integrale che ridotta, di opere classiche e moderne.
- Biblioteca Capitolare di Adria: La Biblioteca Capitolare di Adria è testimonianza storica di un'epoca in cui presso il Capitolo della Chiesa Cattedrale era depositata la cultura ecclesiastica, spesso con funzione didattica e catechistica, questo almeno fino al Concilio di Trento quando con l'istituzione dei seminari si spostò altrove la formazione del clero. Una parte cospicua del patrimonio librario antico della Capitolare è dunque confluita poi nella Biblioteca del Seminario Vescovile di Rovigo. La Chiesa di Adria caratterizzata dalla oltre millenaria sede vescovile doveva sicuramente aver avuto un'importante Biblioteca, ciò è confermato da quello che riporta Gian Pietro Ferretto, vicario generale del vescovo De' Cuppis, nel suo "Memorabilia episcopatus Hadriensis" scritto tra il 1536 e il 1539, a proposito della Capitolare scriveva: "Nella Chiesa di Adria ci fu una famosa biblioteca, molto ricca, che, come abbiamo sentito dire, era piena i libri scritti in diverse lingue; tra coloro che me ne parlarono ci fu il Rev.mo Sig. Ambrogio di Pavia [...]; egli mi riferì di aver visto libri scritti in lingua armena, indiana e dalmatica [...]. Le principali finalità della Biblioteca Capitolare di Adria come di tutte le biblioteche, sono la conservazione e la messa a disposizione degli studiosi dei patrimoni librari che custodisce, oltre alla conservazione del patrimonio librario che oggi conta più di 20 000 volumi, promuove la valorizzazione attraverso attività che ne favoriscono la fruizione da parte degli utenti, sono in cantiere diversi progetti culturali destinati a far conoscere maggiormente la Biblioteca e il suo importante patrimonio a tutta la cittadinanza e non solo.[28]
- Biblioteca del Conservatorio Statale di Musica "Antonio Buzzolla": la biblioteca venne istituita nel 1981 sulla base del fondo dell'antico Istituto Civico Musicale, possiede 5 950 titoli tra libri e partiture musicali. La fonoteca dispone di 1 114 compact disc. Comprende un piccolo fondo in manoscritti di opere di Antonio Buzzolla e di altri autori locali. Riceve in abbonamento corrente 15 riviste specializzate e possiede annate di un'altra sessantina di testate ormai dismesse Aderisce al Sistema Bibliotecario Provinciale di Rovigo e pertanto dal 2007 viene effettuata, secondo gli standard nazionali e internazionali, la catalogazione in Polo del materiale di letteratura musicologia, che è quindi consultabile liberamente da qualsiasi postazione internet attraverso il catalogo collettivo on-line.
- Archivio Storico del Comune di Adria: Dopo alterni periodi di chiusura (2008-2009, 2014-2016) ha riaperto i battenti nella nuova sede del "Retratto" l'Archivio Storico del Comune di Adria, straordinario complesso archivistico del Polesine per la sua ricchezza. Il complesso archivistico del Comune di Adria si può quindi riassumere così:
  - Archivio Antico: Ospitato presso la sede di Piazza Bocchi 6, l'Archivio Antico Comunale ha avuto origine di fatto dagli interessi e dalle attività di vari membri della famiglia Bocchi, in particolare Ottavio (1697-1749) Francesco Girolamo (1748-1810) e Francesco Antonio (1821-1888), che tra i secoli XVIII e XIX raccolsero in casa documenti, manoscritti, disegni, reperti archeologici e quant'altro risultasse utile ai loro studi incentrati sulla storia della città. Per motivi non ancora ben noti, ma presumibilmente legati agli incarichi spesso ricoperti in seno al Comune, i Bocchi entrarono in possesso di documenti provenienti dall'archivio comunale. Alla morte di Francesco Antonio e dopo varie trattative, il Comune di Adria acquistò il Museo Bocchi con l'archivio, la biblioteca, gli arredi e i quadri, costituendo di li a poco il Museo Civico, aperto al pubblico nel 1904, poi sottoposto a veri spostamenti e nel 1934 collocato finalmente a Palazzo Cordella in Corso Vittorio Emanuele II, dove rimase anche quando nel 1961 la collezione archeologica passo al nascente Museo Archeologico Nazionale. Di lì infine l'Archivio Antico fu trasportato alla nuova sede della Biblioteca, in Piazza Bocchi. Una storia così complessa è all'origine della particolare struttura che ha oggi l'Archivio Antico, in cui si sono stratificati nel tempo non solo l'archivio proprio e l'archivio della famiglia ma anche documenti provenienti dalla sede vescovile, dai consorzi di bonifica, da istituzioni veneziane e da persone con cui i Bocchi ebbero stretti rapporti.
  - Archivio Storico (Secoli XIX-XX): l'archivio Otto-Novecentesco, oggetto, come detto, nel tempo di diversi interventi di riordino, giunge, sulla base della attuale normativa che fissa convenzionalmente a 40 anni la costituzione e separazione degli archivi storici" da quelli "di deposito" attinenti ai carteggi più recenti ma non più di uso amministrativo ordinario, fino al 1969 ed è dotato ora di un nuovo Inventario, che fotografa la nuova - rivoluzionaria per molti versi - sistemazione dell'archivio, pur nel rispetto del criterio cosiddetto storico e quindi delle serie originarie, ricompattate quando opportuno, lasciate distinte laddove un riordino avrebbe comportato un nuovo sconvolgimento dannoso e di cui certo la nostra comunità non avrebbe proprio bisogno. L'Archivio Storico, composto di oltre 7 000 unità, prevalentemente collocate nella nuova sede del "Retratto", è ora articolato in diversi fondi in quanto raccoglie non solo la documentazione archivistica prodotta o ricevuta dal Comune di Adria ma anche quella dei Comuni soppressi nel 1928 e aggregati al Comune di Adria, oltre agli archivi di diversi soggetti produttori, legati per vari motivi al Comune.
- Archivio Capitolare della Cattedrale di Adria: Gli archivi sono una parte importante dei beni e dei tesori della Chiesa: le carte dell'Archivio Capitolare assieme al patrimonio librario della Biblioteca con gli oggetti e i quadri esposti nel Museo della Cattedrale, rappresentano la memoria della comunità cristiana e civile adriese e dell'intero territorio diocesano. L'Archivio Capitolare (sec. XVI-XX) è conservato in alcune sale del palazzo vescovile con il fondo della Fabbriceria, quello della Parrocchia e delle Confraternite e le carte personali di alcuni sacerdoti. Si tratta di una molteplicità di archivi differenti, uniti dall'appartenenza alla Chiesa locale, della cui storia essi sono testimonianza. Sono atti di amministrazione, statuti, inventari, parti e verbali, carteggi, atti contabili relativi a livelli, decime, imposte, inoltre investiture, legati, puntazioni, i cui più lontani estremi cronologici risalgono al XVI secolo.

## Geografia antropica
Il Comune fa parte della zona climatica E.

### Frazioni
- Bottrighe, Bellombra, Fasana, Ca' Emo, già Comuni autonomi, seppur per brevi stagioni, e aggregati ad Adria a seguito delle riforme amministrative susseguitesi dall'unità d'Italia agli anni 1920-30.
- Baricetta, Valliera.
- Mazzorno Sinistro: si affaccia sul fiume Po; vi è un'antica chiesa recentemente restaurata e valorizzata.
- Cavanella Po: in anni passati era attivo un importante zuccherificio, del quale però oggi non restano che alcuni fatiscenti residui murali.

## Infrastrutture e trasporti

### Strade
Adria è lambita dalla SS 309 Romea, è raggiunta dalla SR 443 per Rovigo, la SR 516 Piovese per Padova, la SP 45 per Rosolina, e la SR 495 per Ariano nel Polesine.

### Mobilità urbana
Il sistema del trasporto pubblico della città è servito da una linea extraurbana gestita da Busitalia che la collega con il capoluogo Rovigo e con le principali località sulla direttiva ovest-est verso il delta del Po e nord-sud verso la provincia di Venezia e di Ferrara; inoltre vi sono dei collegamenti con Cavarzere gestiti dall'Actv.

### Ferrovie

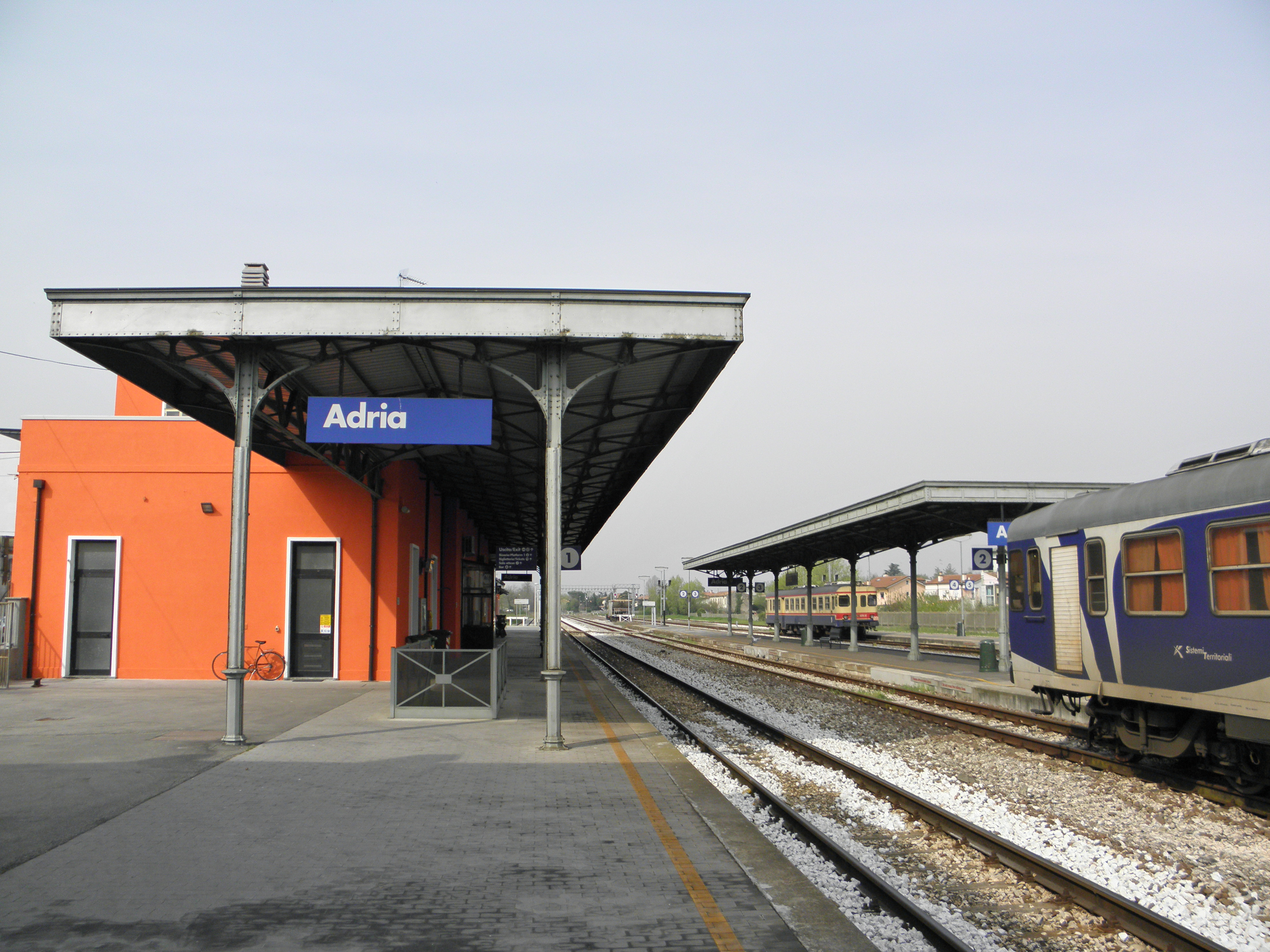
La stazione ferroviaria di Adria vista dalla banchina del binario 1.

Ad Adria è presente una stazione ferroviaria a 5 binari collegata alle linee ferroviarie non elettrificate Rovigo-Chioggia e Adria-Mestre.
- Ferrovia Rovigo-Chioggia: il traffico passeggeri è gestito da Trenitalia (fino al 1º settembre 2024 da Sistemi Territoriali). Nei weekend e nei giorni festivi dell'estate 2025 è attivo il Chioggia Line, servizio ferroviario sulla direttrice Verona-Rovigo-Chioggia che punta a servire le spiagge di Rosolina e Sottomarina, e anche il Delta del Po, permettendo di trasportare le proprie biciclette a bordo e di usufruire di autocorse tra le stazioni di arrivo e le suddette destinazioni; [29]
- Ferrovia Adria-Mestre: il traffico passeggeri è gestito da Trenitalia (fino al 1º settembre 2024 da Sistemi Territoriali).[30] A causa dei lavori di elettrificazione della linea, il servizio ferroviario è attualmente sospeso su tutta la tratta e sostituito da autocorse fino al 13 dicembre 2025.[31]

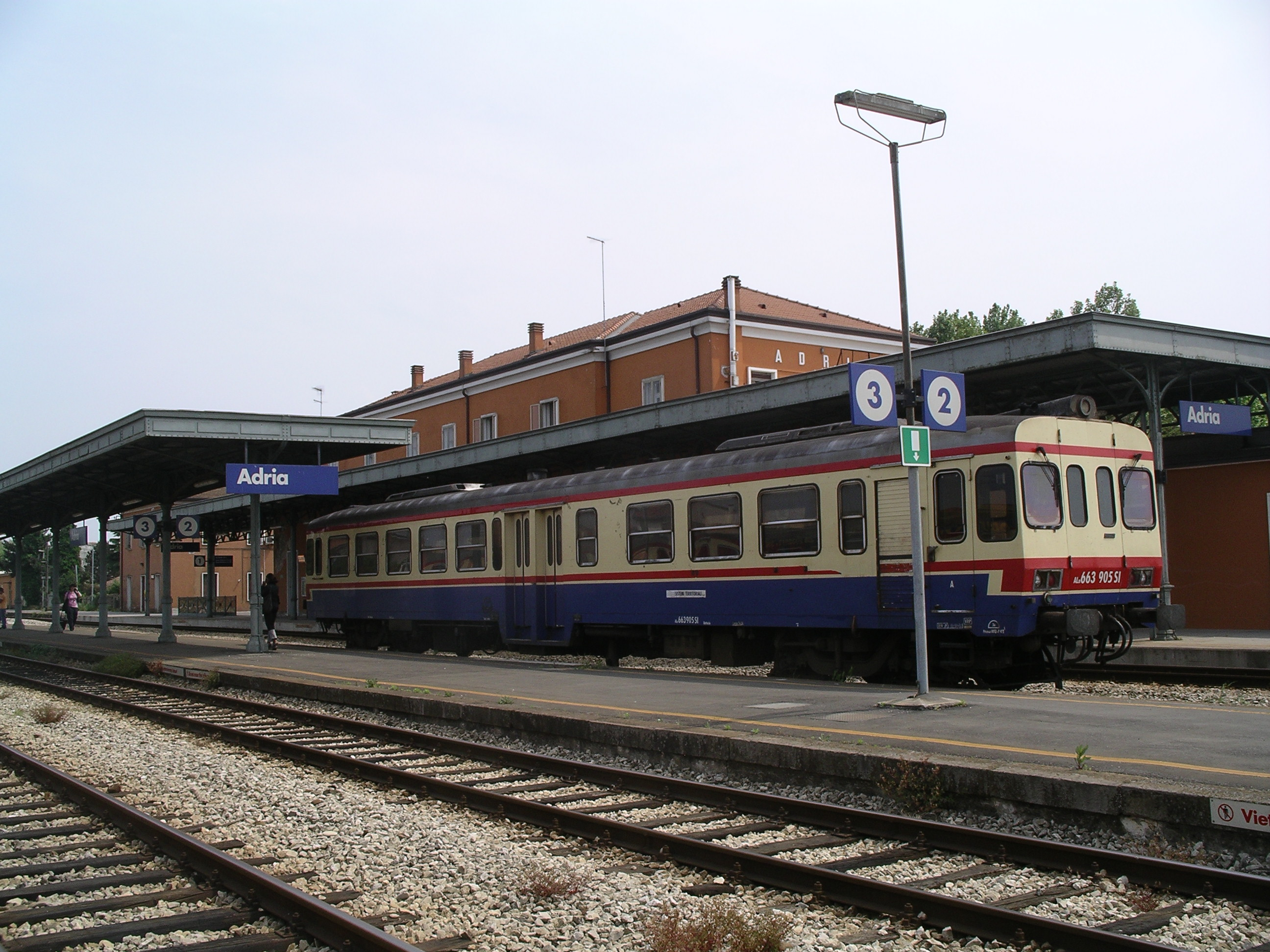
L'automotrice FS ALn 663.905 SI, nella vecchia livrea della Sistemi Territoriali, in sosta sul binario 2 del piazzale della stazione di Adria.

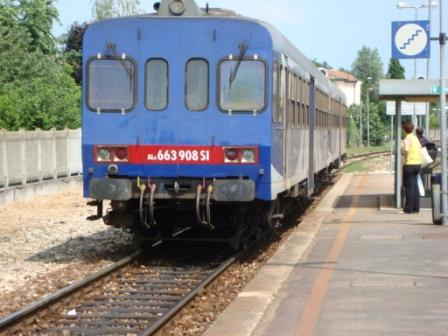
L'automotrice ALn 663.908 SI della Sistemi Territoriali in sosta alla stazione di Adria

### Trasporto fluviale
In città è presente un porto turistico, e ospita il "Cantiere Navale Vittoria S.p.A.", gestita dalla famiglia Duò, un'attività cantieristica di altissimo rilievo, specializzata dal 1927 nella costruzione di navi da carico, draghe, rimorchiatori, motopescherecci, imbarcazioni militari, pattugliatori veloci e imbarcazioni per interventi anti incendio e S.A.R..
Il comune di Adria confina a sud con il fiume Po, ed è attraversato da ovest ad est dal Tartaro-Canalbianco-Po di Levante, entrambi navigabili.
Il Canalbianco è un canale artificiale, tratto intermedio del Tartaro-Canalbianco-Po di Levante, via navigabile lunga 135 km che collega Mantova con il mare, attraversando tutta la provincia di Rovigo.
Il tratto iniziale, della lunghezza di 52 km, è naturale e prende il nome di "Tartaro"; il tratto intermedio, lungo 78 km, è il canale artificiale che prende il nome di "Canalbianco" e arriva fino alla conca di Volta Grimana; il tratto finale, di 17 km, arriva fino alla foce e prende il nome di "Po di Levante".
La lunghezza totale del fiume dalle sorgenti al mare è di 147 km.
Il Canalbianco, infine, si collega alla linea navigabile "Po-Brondolo", che dalla laguna di Chioggia permette di raggiungere Venezia.
Attualmente si sta concludendo l'adeguamento dell'intera asta navigabile, permettendo così il passaggio di bettoline "Classe V Europea".
A corredo di questi imponenti lavori è già attivo l'interporto di Rovigo, area di scambio per il trasporto fluviale-gomma-ferro, che si propone in virtù della sua equidistanza tra Padova e Ferrara, l'adiacenza alla S.S. Transpolesana e all'autostrada A13.

## Amministrazione
Sindaco
| Periodo        | Periodo        | Primo cittadino      | Partito                                                                                             | Carica                    | Note   |
| -------------- | -------------- | -------------------- | --------------------------------------------------------------------------------------------------- | ------------------------- | ------ |
|                |                | Aurelio Ballotta     | (PSI)                                                                                               | Sindaco                   |        |
| 26 aprile 1945 | 29 maggio 1946 | Cesare Zen           | (CLN-PRI)                                                                                           | Sindaco                   | [ 32 ] |
|                |                | Sante Tugnolo        | (PSI)                                                                                               | Sindaco                   |        |
|                |                | Guido Cester         | Democrazia Cristiana                                                                                | Sindaco                   |        |
|                |                |                      | | Commissario Straordinario |        |
| 1960           | 1973           | Leo Mario Badio      | Democrazia Cristiana                                                                                | Sindaco                   |        |
| 1973           | 1976           | Renzo Rossi          | Democrazia Cristiana                                                                                | Sindaco                   |        |
| 1976           | 1985           | Valerio Cavallari    | PSI                                                                                                 | Sindaco                   |        |
| 1985           | 1991           | Franco Grotto        | PSI                                                                                                 | Sindaco                   |        |
| 1991           | 1995           | Sandro Gino Spinello | PDS                                                                                                 | Sindaco                   |        |
| 1995           | 1999           | Sandro Gino Spinello | PDS                                                                                                 | Sindaco                   |        |
| 1999           | 2004           | Sandro Gino Spinello | Liste Civiche (Centro-sinistra)                                                                     | Sindaco                   |        |
| 2004           | 2009           | Antonio Lodo         | Liste Civiche (Centro-sinistra)                                                                     | Sindaco                   |        |
| 2009           | 2010           | Massimo Barbujani    | Liste Civiche (Centro-destra)                                                                       | Sindaco                   |        |
| 2010           | 2011           | Carmine Fruncillo    | | Commissario prefettizio   |        |
|                |                |                      | | Sindaco                   |        |
| 2011           | 2016           | Massimo Barbujani    | PdL; Lega Nord                                                                                      | Sindaco                   |        |
| 2016           | 2018           | Massimo Barbujani    | Lega Nord; FdI; FI; Lista civica "Bobo Sindaco"; Lista civica "Adria Frazioni"                      | Sindaco                   |        |
| 2018           | 2018           | Carmine Fruncillo    | | Commissario prefettizio   |        |
| 2018           | 2023           | Omar Barbierato      | Lista civica "Siamo Adria"; Lista civica "Impegno per il Bene Comune"; Lista civica "Adria Civica"; | Sindaco                   |        |
| 2023           | in carica      | Massimo Barbujani    | LSP; FdI; FI; Lista civica "Bobo Sindaco"; Lista civica "Il Cantiere Adria"                         | Sindaco                   |        |

### Gemellaggi
- Ermont
- Kalisz
- Lampertheim
- Maldegem
- Rovigno
- Chieri

## Sport
Le società di calcio con sede nel comune sono: U.S.D. Adriese 1906, A.C. San Vigilio Adria, A.S.D. Baricetta Calcio e A.S.D. Ca' Emo Calcio, che militano in campionati di livello regionale.
Ad Adria si svolge la manifestazione automobilistica storica "Rally città di Adria" e nella frazione di Cavanella Po si trova il complesso multifunzionale Adria International Raceway.

## Galleria d'immagini

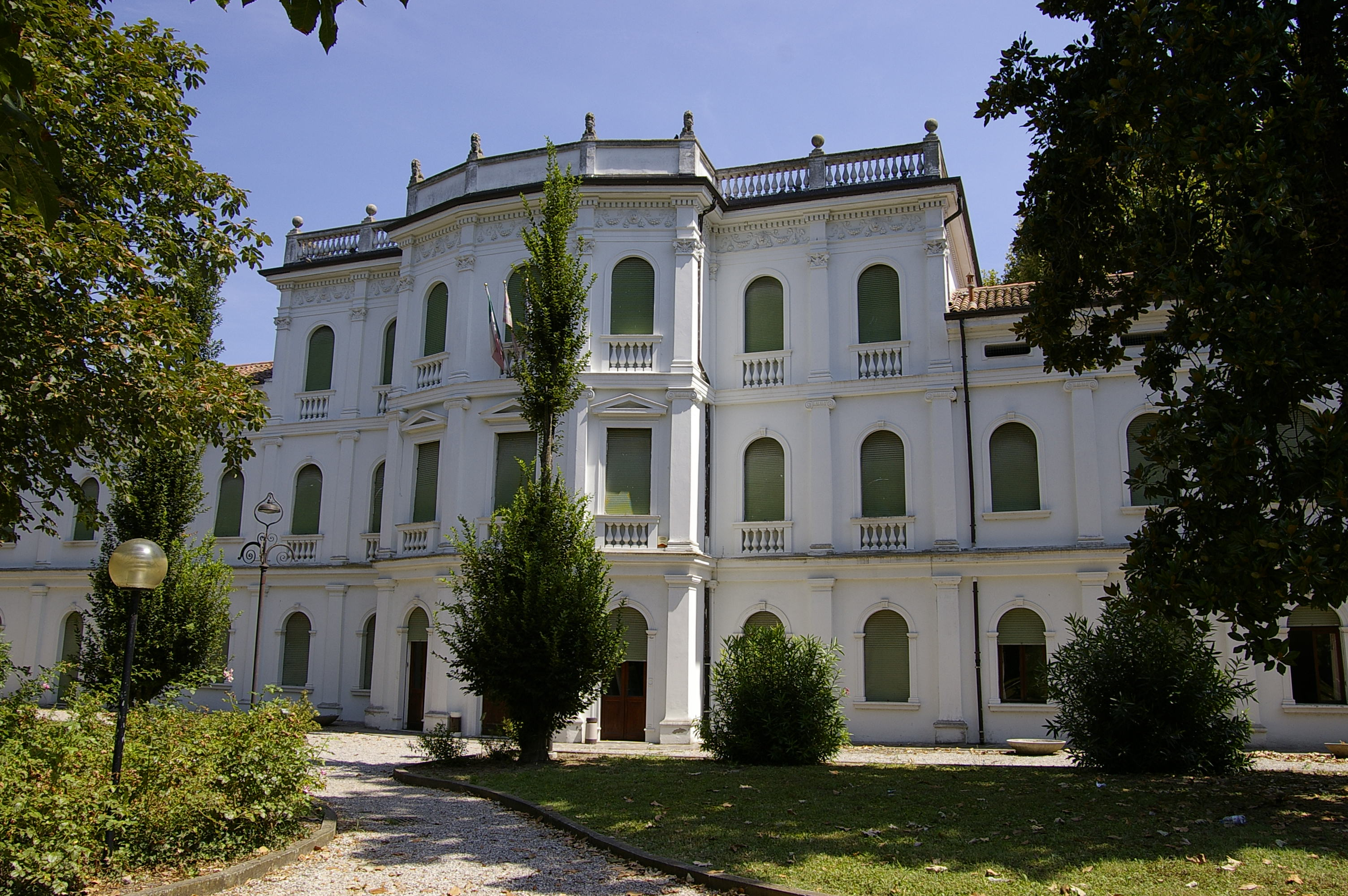
Villa Mecenati, Conservatorio Statale di Musica "Antonio Buzzolla"